# China Open (golf)
China Open is een internationaal golftoernooi. De officiële naam is Volvo China Open. De winnaar van het China Open wordt automatisch uitgenodigd voor de Wereldkampioenschap Matchplay.

## Geschiedenis
Het toernooi was van 1995 tot 2003 het Chinees Nationaal Open en werd in 2004 deel van de Aziatische (AT) en Europese PGA Tour (ET). In 2009 werd het toernooi deel van de toen opgerichte OneAsia Tour.
In 2007 maakte Steven Jeppesen met een score van 63 een nieuw baanrecord op de Shanghai Silport Golf Club.

## Winnaars

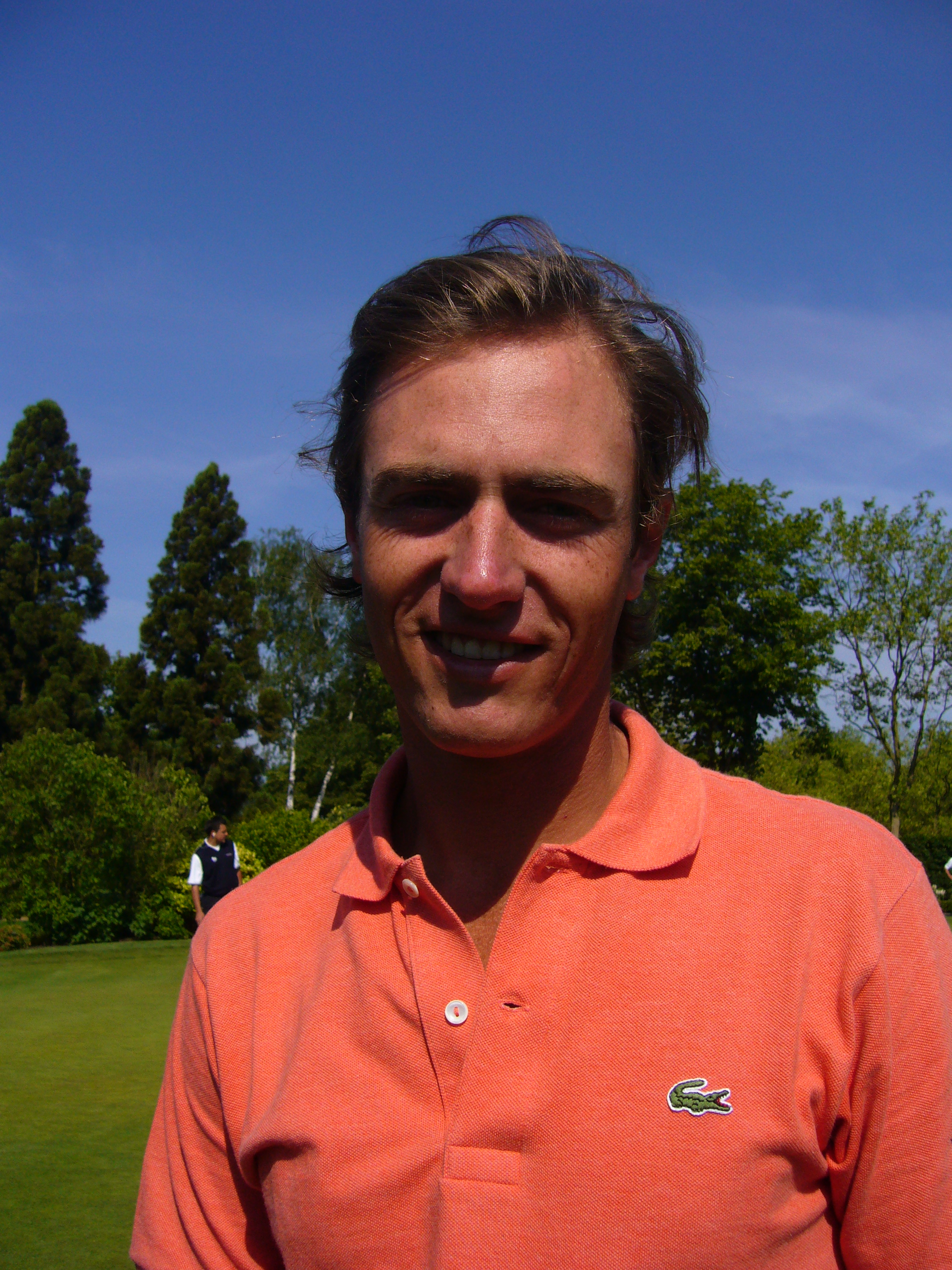
Nicolas Colsaerts, winnaar in 2011.

| Tour             | Aanvang    | Baan                                 | Tour       | Winnaar           | Score           | Score      | Prijzengeld    | Winnaar    |
| China Open       | China Open | China Open                           | China Open | China Open        | China Open      | China Open | China Open     | China Open |
| ---------------- | ---------- | ------------------------------------ | ---------- | ----------------- | --------------- | ---------- | -------------- | ---------- |
| 1995             |            | Beijing International Golf Club      | Ch. PGA    | Raul Fretes       | 74-67-68-68=277 | -11        |                |            |
| 1996             |            | Beijing International Golf Club      | Ch. PGA    | Prayad Marksaeng  | 70-66-67-66=269 | -19        |                |            |
| 1997             |            | Beijing International Golf Club      | Ch. PGA    | Cheng Jun         | 72-70-68-70=280 | -8         |                |            |
| 1998             |            | Shanghai SunIsland Intern. GC        | Ch. PGA    | Ed Fryatt         | 69-65-69-66=269 | -19        |                |            |
| 1999             |            | Shanghai Silport Golf Club           | Ch. PGA    | Kyi Hla Han       | 68-70-67-68=273 | -15        | US$ 400.000    | US$ 72.000 |
| 2000             | 18-05-2000 | Shanghai Silport Golf Club           | Ch. PGA    | Simon Dyson       | 66-69-69-71=275 | -13        | US$ 400.000    | US$ 72.000 |
| 2001             | 18-10-2001 | Shanghai Silport Golf Club           | Ch. PGA    | Charlie Wi        | 68-67-69-68=272 | -16        | US$ 400.000    | US$ 72.000 |
| 2002             |            | Shanghai Silport Golf Club           | Ch. PGA    | David Gleeson     | 65-67-69-71=272 | -16        | US$ 500.000    | US$ 90.000 |
| 2003             |            | Shanghai Silport Golf Club           | Ch. PGA    | Zhang Lianwei     | 67-69-69-72=277 | -11        | US$ 500.000    | US$ 90.000 |
| Volvo China Open |            |                                      |            |                   |                 |            |                |            |
| 2005             | 25-11-04   | Shanghai Silport Golf Club           | ET/AT      | Stephen Dodd      | 68-70-70-68=276 | -12        | € 766,907      | € 127.621  |
| 2006             | 24-11-05   | Shenzhen Golf Club                   | ET/AT      | Paul Casey        | 71-69-70-65=275 | -13        | € 1.105.427    | € 184.533  |
| 2006             | 13-04-06   | Beijing Honghua International GC     | ET/AT      | Jeev Milkha Singh | 72-69-67-70=278 | -10        | € 1.483.783    | € 247.749  |
| 2007             | 12-04-07   | Shanghai Silport Golf Club           | ET/AT      | Markus Brier      | 72-68-67-67=274 | -10        | € 1.501.482    | € 249.125  |
| 2008             | 17-04-08   | Beijing CBD International Golf Club  | ET/AT      | Damien McGrane    | 68-69-68-73=278 | -10        | € 1.395.918    | € 232.121  |
| 2009             | 16-04-09   | Beijing CBD International Golf Club  | ET/AT      | Scott Strange     | 70-73-69-68=280 | -8         | € 1.662.349    | € 275.814  |
| 2010             | 15-04-10   | Suzhou Jinji Lake Golf Club          | ET/AT      | Y E Yang          | 68-66-68-71=273 | -15        | € 1.881.480    | € 311.708  |
| 2011             | 21-04-11   | Luxehills International Country Club | ET/OA      | Nicolas Colsaerts | 65-67-66-66=264 | -24        | € 2.118.298    | € 350.946  |
| 2012             | 19-04-12   | Binhai Lake Golf Club, Tianjin       | ET/OA      | Branden Grace     | 67-67-64-69=267 | -21        | € 2.391.572    | € 398.595  |
| 2013             | 02-05-13   | Binhai Lake Golf Club, Tianjin       | ET/OA      | Brett Rumford     | 68-67-69-68=272 | -16        | RMB 20.000.000 | € 407.906  |
| 2014             | 24-04-14   | Genzon Golf Club, Shenzhen           | ET/OA      | Alexander Levy    | 68-62-70-69=269 | -22        | RMB 20.000.000 | € 389.151  |
| 2015             | 23-04-15   | Tomson Shanghai Pudong GC            | ET/OA      | Wu Ashun          | 73-66-69-71=279 | -8         | RMB 20.000.000 | € 498.095  |
| 2016             | 28-04-16   | Topwin Golf & CC, Beijing            | ET/OA      | Hao-tong Li       | 69-67-66-64=266 | -22        | RMB 20.000.000 | € 450.176  |

ET = Europese PGA Tour, AT= Aziatische PGA Tour, OA = OneAsia Tour